# Мальйоа
Мальйоа (ісп. Malloa) — селище в Чилі. Адміністративний центр однойменної комуни. Населення — 1706 чоловік (2002). Селище і комуна входить до складу провінції Качапоаль і регіону Лібертадор-Хенераль-Бернардо-О'Хіггінс.
Територія — 113 км². Чисельність населення — 13 407 мешканців (2017). Щільність населення — 118,7 чол./км².

## Розташування
Селище розташоване за 38 км на південний захід від адміністративного центру області міста Ранкагуа.
Комуна межує:
- на півночі - з комуною Кінта-де-Тількоко
- на північному сході - з комуною Ренго
- на півдні - з комуною Сан-Фернандо
- на заході - з комуною Сан-Вісенте-де-Тагуа